# Сельское поселение «Деревня Ивановское»
Се́льское поселе́ние «Деревня Ивановское» — муниципальное образование в Износковском районе Калужской области Российской Федерации.
Административный центр — деревня Ивановское.

## История
Статус и границы сельского поселения установлены Законом Калужской области от 28 декабря 2004 года № 7-ОЗ «Об установлении границ муниципальных образований, расположенных на территории административно-территориальных единиц „Бабынинский район“, „Боровский район“, „Дзержинский район“, „Жиздринский район“, „Жуковский район“, „Износковский район“, „Козельский район“, „Малоярославецкий район“, „Мосальский район“, „Ферзиковский район“, „Хвастовичский район“, „Город Калуга“, „Город Обнинск“, и наделении их статусом городского поселения, сельского поселения, городского округа, муниципального района».

## Население
| 2010 | 2012 | 2013 | 2014 | 2015 | 2016 | 2017 |
| ---- | ---- | ---- | ---- | ---- | ---- | ---- |
| 523  | ↘505 | ↘485 | ↘465 | ↘452 | ↘448 | ↗468 |
| 2018 | 2019 | 2020 | 2021 |      |      |      |
| ↘463 | ↗466 | ↘456 | ↗457 |      |      |      |

## Состав сельского поселения
| №  | Населённый пункт | Тип населённого пункта          | Население |
| -- | ---------------- | ------------------------------- | --------- |
| 1  | Агафьино         | деревня                         | ↘0        |
| 2  | Буканово         | деревня                         | →0        |
| 3  | Гриденки         | деревня                         | ↘1        |
| 4  | Захарово         | деревня                         | ↘4        |
| 5  | Ивановское       | деревня, административный центр | ↘249      |
| 6  | Малиновка        | деревня                         | →6        |
| 7  | Савино           | деревня                         | ↘145      |
| 8  | Собакино         | деревня                         | ↘19       |
| 9  | Туровка          | деревня                         | →0        |
| 10 | Угрюмово         | деревня                         | ↗73       |
| 11 | Челищево         | деревня                         | ↘26       |